# Salem (Tâmil Nadu)
Salem é cidade no distrito de Salem, no estado indiano de Tâmil Nadu.